# Усть-Тарка
Усть-Тарка — село, административный центр Усть-Таркского района Новосибирской области. Население Усть-Тарки — 4057 человек (2010).

## Этимология
Основано в 1752 году, как село Назарово. В 1926 году переименовано в Усть-Тарка — по расположению в устье реки Тарка (правый приток реки Омь). Название Тарка — уменьшительная форма названия реки Тара (верхние течения этих рек находятся в сравнительной близости).

## География
Усть-Тарка расположена на реке Омь, у впадения в неё реки Тарка, в 509 километрах к западу от Новосибирска, в 52 километрах к северу от города Татарск, в котором расположена железнодорожная станция Татарская на Транссибирской магистрали.

## История
Основано в 1752 году как колония ссыльных Усть-Тарка при устье речки Тарки в Тарском уезде Сибирской губернии. В 1771 году насчитывалось 50 дворов и 89 колонистов. Первыми ссыльными жителями были выходцы из Малоросских губерний и Дона.
Усть-Тарка стала районным центром 17 апреля 1936 года.

## Население
| 1959  | 1970  | 1979  | 1989  | 1996  | 2002  | 2007  |
| ----- | ----- | ----- | ----- | ----- | ----- | ----- |
| 2850  | ↗3006 | ↗3633 | ↗4395 | ↗4497 | ↘4381 | ↘3971 |
| 2010  | 2021  |       |       |       |       |       |
| ↘3819 | ↗4054 |       |       |       |       |       |

В 2002 году по данным Всероссийской переписи населения в Усть-Тарке проживал 4381 человек, из них 2029 мужчин, 2352 женщины. На 100 женщин приходилось 86 мужчин.

## Транспорт
С начала 19-го века через Усть-Тарку проходит так называемый Старый Московско-Сибирский Тракт — дорога, соединявшая два столетия Москву с Сибирью (позднее с Китаем), новая же федеральная автомобильная дорога М-51 «Байкал» проложена 55 км южнее, и её пересекает дорога Усть-Тарка — Карасук.
Усть-Тарка связана автобусными маршрутами с населёнными пунктам Усть-Таркского района и городом Татарск.

## Экономика
По данным на 2007 год в Усть-Тарке высокий уровень безработицы.
Предприятия:
- ООО «Усть-Таркский молочный завод» — производство цельномолочной продукции, коровьего масла, сыра. В настоящее время (2008) в отношении завода проводится процедура банкротства, возбуждено уголовное дело[14].
- Хлебокомбинат Усть-Тарского райпотребсоюза — производство хлебобулочных, кондитерских изделий, безалкогольных напитков;
- ООО «Сибирский родник» — добыча и розлив минеральной воды. Деятельность приостановлена из-за отсутствия рынка сбыта продукции[14].

## Достопримечательности и культура
По данным на 2006 год в Усть-Тарке функционировали общеобразовательная школа, детская школа искусств, дом культуры, широкоэкранная киноустановка, две библиотеки, центральная больница.
В Усть-Тарке установлен памятник воинам-землякам в честь участников партизанского движения в годы гражданской войны и погибшим в Великой Отечественной войне.